# 古舘春一
古舘 春一（ふるだて はるいち、1983年3月7日 - ）は、日本の漫画家。岩手県九戸郡軽米町出身。仙台デザイン専門学校卒。

## 来歴
高校を卒業するまでは岩手県に住み、中学、高校時代にはミドルブロッカーとしてバレーボール部に所属していた。高校卒業後は仙台デザイン専門学校に進学する。以後8～9年間は宮城県に住んでいた。
週刊少年ジャンプ編集部に漫画を持ち込んだのは、初持込みとしては「かなり遅く」25歳の時だった。第14回（2008年8月期）JUMPトレジャー新人漫画賞（審査員：星野桂）にて、『王様キッド』で佳作受賞。『週刊少年ジャンプ』（集英社）公式ウェブサイト上にて作品が掲載される。その後、『赤マルジャンプ』（集英社）2009 WINTERに掲載された『アソビバ。』でデビューする。
『週刊少年ジャンプ』2009年28号に、『詭弁学派、四ッ谷先生の怪談』を読切として掲載。『週刊少年ジャンプ』2010年13号から31号まで、初連載『詭弁学派、四ッ谷先輩の怪談。』を発表し連載デビューを果たす。なお、JUMPトレジャー新人漫画賞出身の漫画家の中では初の連載獲得者である。
『詭弁学派、四ッ谷先輩の怪談。』の連載終了後、長年目標であったバレーボールを題材とした漫画の連載を目指す。『少年ジャンプNEXT!』（集英社）2011 WINTER、『週刊少年ジャンプ』2011年20・21合併号に『ハイキュー!!』（読切版）を掲載。読み切り発表から1年にわたる推敲を経て、『週刊少年ジャンプ』2012年12号から2020年33・34合併号まで『ハイキュー!!』を連載する。

## 人物
趣味・特技は「食べたり飲んだり、飲んだり食べたり」。好きな漫画として『ONE PIECE』（尾田栄一郎）・『鉄コン筋クリート』（松本大洋）を挙げている。好きなバレーボール選手は青山繁（元全日本代表）や、米山裕太（東レ・アローズ）。
中学・高校時代はバレーボールに熱中していたが、良い成績を残せず未練が残っていた。そのため、漫画家を目指すと同時にバレーボール漫画を描くことを目標としていた。
前述のように古舘は岩手県の出身ではあるが、地元の町は電車が通っておらず町の外に出る事もあまり無かった。そのため、『ハイキュー!!』を連載するときに岩手をあまり知らないことに気づき、高校卒業後8～9年過ごした宮城県を同作の主な舞台とした。ただし、烏野高校とその周辺は古舘の故郷でもある岩手県をイメージして描いている。
「ハイキュー!!」第24話のカラー扉絵にて、主人公の日向が着用しているＴシャツに書かれた四字熟語に誤字があり（「大器晩成」の「成」の5画目が不足している）、単行本3巻の「おまけ漫画」にて誤字に「本気間違いしました。印刷されてから気づきました。以後気を付けます。」と、古舘の詫びのコメントが掲載された。以後、作中で日向のＴシャツは誤字を訂正されることなく描かれている。

## 作品

### 漫画作品
- 凡例
  - 太字は連載作品
  - 〈掲載誌〉WJ：週刊少年ジャンプ / 赤マル ：赤マルジャンプ / NEXT：少年ジャンプNEXT!（いずれも集英社）
  - 〈収録〉四 - 〇:詭弁学派、四ッ谷先輩の怪談。〇巻 / ハ:ハイキュー!!

|  | 連載作品 |  | 読切作品 |

|    | タイトル                     | 種   | 掲載誌                             | 収     | 備考                                    |
| -- | ---------------------------- | ---- | ---------------------------------- | ------ | --------------------------------------- |
| 01 | 王様キッド                   | 読切 | WJ公式サイト                       | 四 - 3 | 第14回トレジャー新人漫画賞佳作          |
| 02 | アソビバ。                   | 読切 | 赤マル2009 WINTER                  | 四 - 2 | デビュー作、49P                         |
| 03 | 詭弁学派、四ッ谷先生の怪談   | 読切 | WJ 2009年28号                      | 四 - 3 | 連載版のプロトタイプ。センターカラー45P |
| 04 | 詭弁学派、四ッ谷先輩の怪談。 | 連載 | WJ 2010年13号 - 31号               | 四     | 初連載。ホラー漫画                      |
| 05 | ハイキュー!!                 | 読切 | NEXT 2011 WINTER                   |        | 連載版のプロトタイプ。センターカラー51P |
| 06 | ハイキュー!!                 | 読切 | WJ 2011年20・21合併号              |        | 連載版のプロトタイプ。センターカラー47P |
| 07 | ハイキュー!!                 | 連載 | WJ 2012年12号 - 2020年33・34合併号 | ハ     | バレーボール漫画                        |

### 原作担当
- 星希代子『ハイキュー!! ショーセツバン!!』 集英社〈ジャンプ ジェイ ブックス〉- 『ハイキュー!!』ノベライズ
- レツ『れっつ! ハイキュー!?』集英社〈ジャンプ・コミックス〉 - 『ハイキュー!!』スピンオフ漫画

### イラスト
- [EAT A CLASSIC3」ジャケットイラスト - →Pia-no-jaC←

### その他
- 犬えいご!!（『勉タメジャンプ』2023 SPRING[9] - ） - 連載絵本[9]。

## 関連人物
アシスタント
- 小泉作十 - 『別冊コロコロコミック』（小学館）2016年12月号より『みらくるトリオ! ミニオンズ』を連載中[10]。
- 杉江翼 - 『少年ジャンプ+』（集英社）2015年より『天神-TENJIN-』を連載[11]。
- 波切敦 - 『週刊少年サンデー』（小学館）2018年20号より『switch』を連載中[12]。